# Lissonota antennalis
Lissonota antennalis là một loài tò vò trong họ Ichneumonidae.